# Osnovna šola Rečica ob Savinji
Osnovna šola Rečica ob Savinji je bila ena od prvih osnovnih šol v Zgornji Savinjski dolini. V enorazredni šoli so poučevali pisanje, branje,računanje in verouk.
Šolo je bila leta 2000 na novo zgrajena in sedaj jo obiskuje okoli 200 učencev. Je devetletka in na njej se poučujejo vsi osnovni predmeti.